# CBCバンド
CBCバンド（CBC Band）はベトナムのロック・バンド。
1964年にベトナム共和国で結成したスワンプ・ロック、ルーツ・ロックなどを演奏するグループである。アメリカ合衆国のレコード会社サブライム・フリーケンシーズが2010年に発表したコンピレーション・アルバム「Saigon Rock & Soul: Vietnamese Classic Tracks 1968-1974」に彼らの曲、「Con Tim Và Nước Mắt (Heart And Tears)」が収録されている。

## ディスコグラフィー

### コンピレーション・アルバム
- Saigon Rock & Soul: Vietnamese Classic Tracks 1968-1974 (2010)